# گرده‌افشانی حشرات

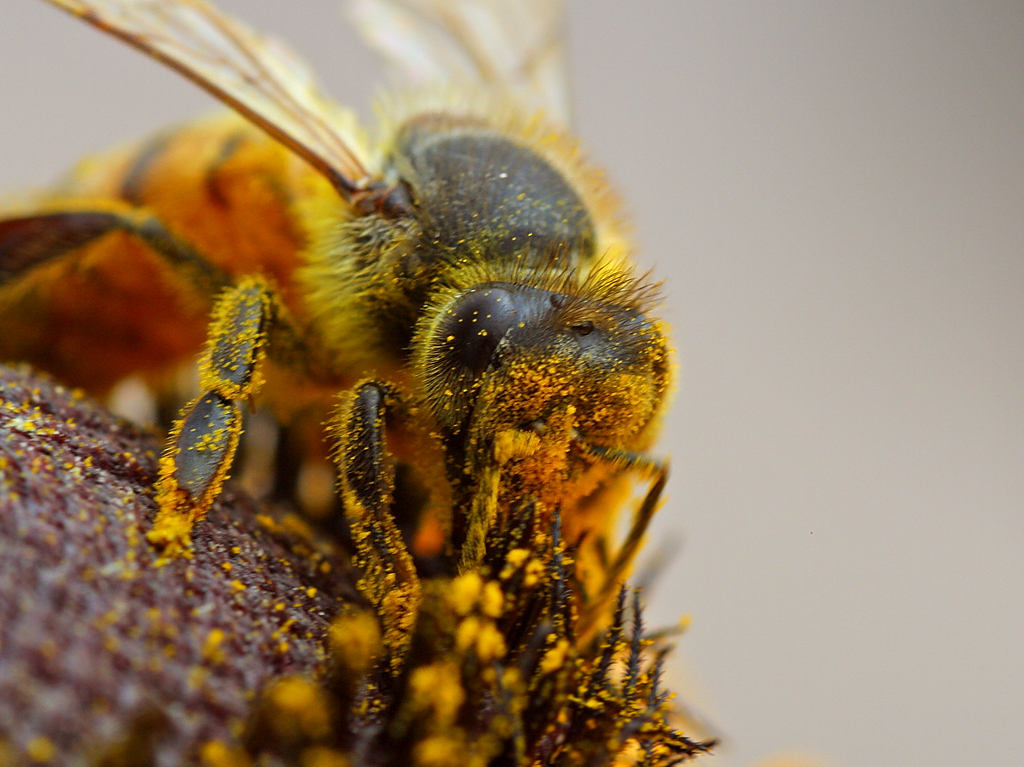
زنبور در حال گرده‌افشانی گل

گرده‌افشانی حشرات (به انگلیسی: Entomophily)، نوعی گرده‌افشانی است که به سبب آن گرده گیاهان، به‌ویژه و نه تنها گیاهان گلدار، توسط حشرات پراکنده می‌شود. گل‌هایی که توسط حشرات گرده‌افشانی می‌شوند معمولاً خود را با رنگ‌های روشن تبلیغ می‌کنند، گاهی با الگوهای برجسته (راهنماهای عسل) که منجر به پاداش گرده و شهد می‌شود. آنها همچنین ممکن است عطر جذابی داشته باشند که در برخی موارد شبیه فرمون حشرات است. گرده‌افشان‌های حشرات مانند زنبورها برای نقش خود سازگاری‌هایی دارند، مانند مکیدن اجزای دهان برای جذب شهد، و در برخی از گونه‌ها نیز سبدهای گرده روی پاهای عقبی خود دارند. این امر مستلزم تکامل همزمان حشرات و گیاهان گلدار در ایجاد رفتار گرده‌افشانی توسط حشرات و سازوکارهای گرده‌افشانی توسط گل‌ها بود که به سود هر دو گروه بود.

## سازوکارها میان حشرات و گیاهان

### افزایش شهد توسط گیاهان در صورت شنیدن صدای گرده‌افشان‌ها
دانشمندان دریافته‌اند که گیاهان با شنیدن صدای زنبورها شهد بیشتری تولید می‌کنند. این یافته‌ها نشان می‌دهد گیاهان در تعامل با گرده‌افشان‌ها نقش فعالتری دارند و فقط دریافت‌کننده منفعل نیستند. احتمالاً این توانایی به گیاه کمک می‌کند تا منابع خود را به زنبورهایی بدهد که در گرده‌افشانی مؤثر هستند؛ نه به حشراتی که تنها از شهد تغذیه می‌کنند بدون اینکه سودی برای گیاه داشته باشند. پروفسور فرانچسکا باربرو، جانورشناس دانشگاه تورین می‌گوید: «شواهد زیادی وجود دارد که نشان می‌دهد هم حشرات و هم گیاهان قادر به دریافت و حتی تولید سیگنال‌های لرزشی و صوتی هستند.» به گفته محققان، می‌توان در آینده از صدای وزوز زنبورها در کشاورزی استفاده کرد تا گرده‌افشانی محصولات به روشی پایدار و طبیعی تقویت شود.

دانشمندان هنوز دقیق نمی‌دانند گیاهان چگونه این صداها را دریافت می‌کنند، اما احتمال دارد از گیرنده‌هایی بهره ببرند که به لرزش یا فشار حساس‌اند. فرانچسکا باربرو می‌گوید: «گیاهان مغز ندارند، اما می‌توانند محیط اطرافشان را حس کنند و به آن پاسخ دهند.»

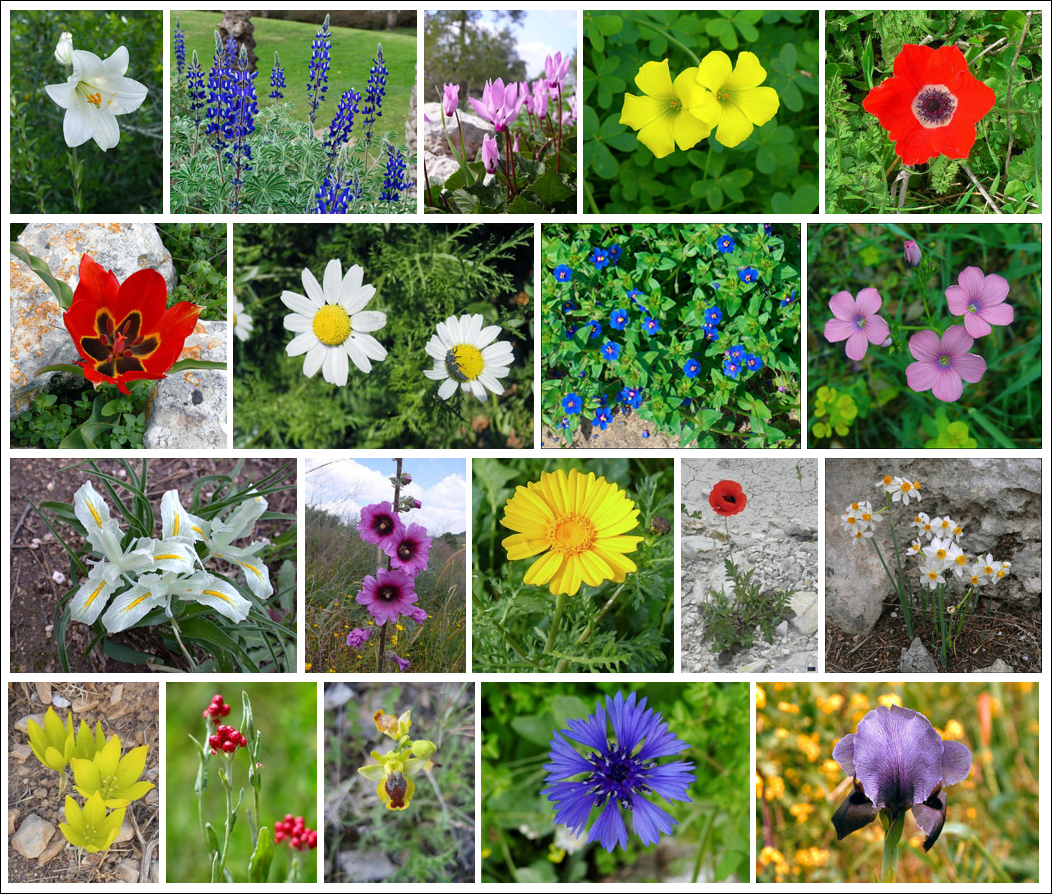
گل‌های گرده‌افشانی شده توسط حشرات از ترکیبی از نشانه‌هایی مانند رنگ‌های روشن و الگوهای رگه‌دار برای تبلیغ خود برای حشرات استفاده می‌کنند.